# Rússia europea

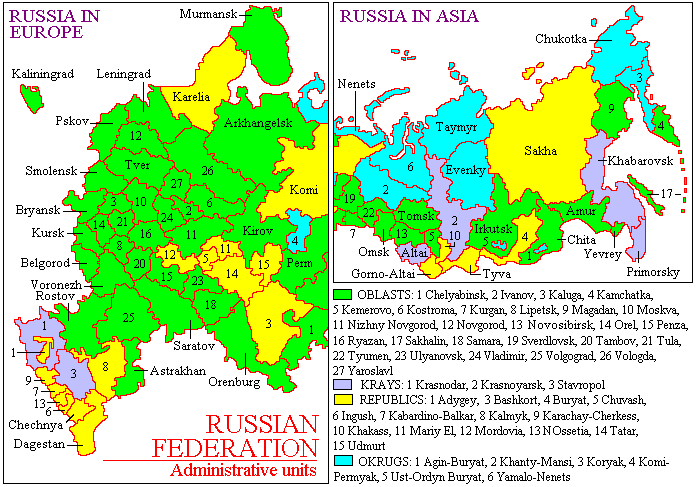
Rússia en Europa i Àsia.

El terme Rússia europea, Rússia occidental o Rússia de l'oest, es refereix a les zones occidentals de Rússia que es troben dins d'Europa, i que comprenen aproximadament 3.960.000 km², i abasten el 40% de tot Europa. La seua frontera oriental està definida pels Urals i al sud per la frontera amb el Kazakhstan. Aquesta àrea inclou Moscou i Sant Petersburg, les dues ciutats més grans de Rússia.

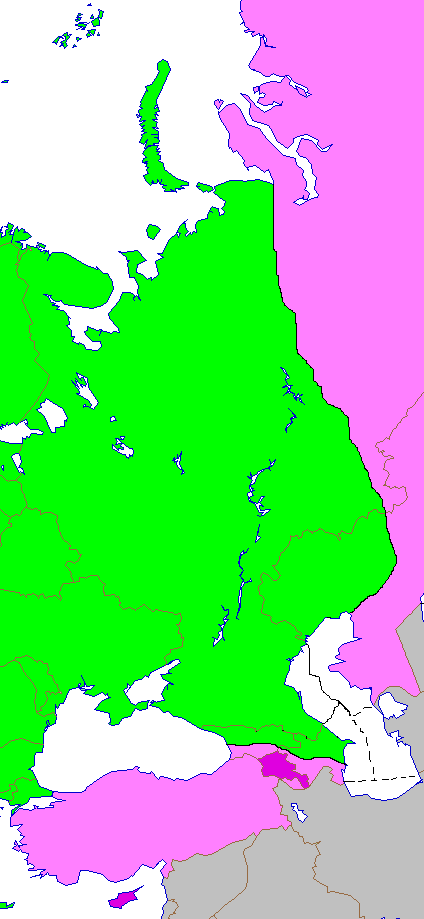
Europa
Àsia

Al voltant del 78% de tota la població russa viu en la Rússia europea, amb un terme mitjà de 27 persones per quilòmetre quadrat (10,5 per milla quadrada). No obstant això, el 75% del territori de Rússia es troba a l'Àsia i té només el 22% de la seua població en 2,5 persones per quilòmetre quadrat (0,95 per milla quadrada). El terme "Rússia europea" s'utilitzava en l'Imperi Rus per a referir-se als tradicionals territoris Eslaus Orientals sota el control rus, en particular la moderna Belarús i la major part d'Ucraïna (Ucraïna Dnièper).